# Euphylliidae
Az Euphylliidae a virágállatok (Anthozoa) osztályába és a kőkorallok (Scleractinia) rendjébe tartozó család.
A WoRMS adatai szerint 24 elfogadott faj tartozik ebbe a korallcsaládba.

## Rendszerezés
A családba az alábbi 7 nem tartozik:
- Catalaphyllia Wells, 1971 - 1 faj
- Ctenella Matthai, 1928 - 1 faj
- Euphyllia Dana, 1846 - 9 faj; típusnem
- Galaxea Oken, 1815 - 10 faj
- Gyrosmilia Milne Edwards & Haime, 1851 - 1 faj
- Montigyra Matthai, 1928 - 1 faj
- Simplastrea Umbgrove, 1939 - 1 faj